# Decurie
Die Decurie (lateinisch von decem = „zehn“) war ursprünglich die kleinste, zehn Mann umfassende Einheit in der Phalanx der römischen Armee. Ihr Vorsteher war der Decurio, wahrscheinlich ein Mannschaftsdienstgrad (Immunis). Mit der Umstellung auf die Manipularordnung sank die Gruppengröße auf acht Mann, die keinen formellen Leiter mehr hatten und als Contubernium (Zeltgemeinschaft) bezeichnet wurden.
In der nationalrömischen Reiterei bildeten drei Decurien mit je zehn Reitern eine Turma. Hier war der Decurio allerdings ein Offiziersdienstgrad. Mit der Umstellung auf Reitereinheiten als Auxiliartruppen wurde die Aufteilung der Turmae in Decurien aufgegeben.